# Kang Young-seok
 (janvier 2024).
La mise en forme du texte ne suit pas les recommandations de Wikipédia : il faut le « wikifier ».
Les points d'amélioration suivants sont les cas les plus fréquents. Le détail des points à revoir est peut-être précisé sur la page de discussion.
- Les titres sont pré-formatés par le logiciel. Ils ne sont ni en capitales, ni en gras.
- Le texte ne doit pas être écrit en capitales (les noms de famille non plus), ni en gras, ni en italique, ni en « petit »…
- Le gras n'est utilisé que pour surligner le titre de l'article dans l'introduction, une seule fois.
- L'italique est rarement utilisé : mots en langue étrangère, titres d'œuvres, noms de bateaux, etc.
- Les citations ne sont pas en italique mais en corps de texte normal. Elles sont entourées par des guillemets français : « et ».
- Les listes à puces sont à éviter, des paragraphes rédigés étant largement préférés. Les tableaux sont à réserver à la présentation de données structurées (résultats, etc.).
- Les appels de note de bas de page (petits chiffres en exposant, introduits par l'outil «  Source ») sont à placer entre la fin de phrase et le point final[comme ça].
- Les liens internes (vers d'autres articles de Wikipédia) sont à choisir avec parcimonie. Créez des liens vers des articles approfondissant le sujet. Les termes génériques sans rapport avec le sujet sont à éviter, ainsi que les répétitions de liens vers un même terme.
- Les liens externes sont à placer uniquement dans une section « Liens externes », à la fin de l'article. Ces liens sont à choisir avec parcimonie suivant les règles définies. Si un lien sert de source à l'article, son insertion dans le texte est à faire par les notes de bas de page.
- La présentation des références doit suivre les conventions bibliographiques. Il est recommandé d'utiliser les modèles {{Ouvrage}}, {{Chapitre}}, {{Article}}, {{Lien web}} et/ou {{Bibliographie}}. Le mode d'édition visuel peut mettre en forme automatiquement les références.
- Insérer une infobox (cadre d'informations à droite) n'est pas obligatoire pour parachever la mise en page.

Pour une aide détaillée, merci de consulter Aide:Wikification.
Si vous pensez que ces points ont été résolus, vous pouvez retirer ce bandeau et améliorer la mise en forme d'un autre article.
Kang Young-seok (en coréen : 강영석), né le 12 août 1991 à Séoul, est un acteur sud-coréen. En 2011, il entame sa carrière d'acteur musical avec sa participation à la production « Hwarang ». En 2014, il explore le monde du théâtre avec sa première pièce intitulée « B Adult Year ». À partir de 2017, il embrasse des rôles mineurs, gravissant progressivement les échelons pour accéder à des seconds rôles plus significatifs à la télévision. Il est connu pour ses seconds rôles dans 100 Days My Prince, le procureur militaire Doberman, Insider, le coach mental Jegal, Poong, le psychiatre de Joseon, The Kidnapping Day et Welcome to Samdal-ri[Traduire passage].

## Petite enfance et éducation
Pendant ses années lycéennes à Gaepo, il a l'habitude de pratiquer des sports, mais il réalise que cela ne correspond pas à ses compétences, laissant son avenir incertain. Durant cette période, après avoir assisté à la comédie musicale Roméo et Juliette, son intérêt pour le monde du théâtre s'éveille. Sans hésitation, il s'inscrit dans une académie de théâtre, trouvant cette expérience incroyablement plaisante. Il s'investit pleinement dans ses études, restant souvent tard dans la nuit pour lire des scénarios et réalisant même des tâches ménagères en complément pour les financer. Son dévouement porte ses fruits, et il est finalement admis au département de théâtre et de cinéma de l'université Chung-Ang. Il reçoit du soutien pour sa décision de devenir acteur et ne rencontre aucune opposition de la part de ses parents.

## Filmographie

### Au cinéma
| Année | Titre                    | Titre              | Rôle                | Remarques         | Ref.  |
| Année | Anglais                  | coréen             | Rôle                | Remarques         | Ref.  |
| ----- | ------------------------ | ------------------ | ------------------- | ----------------- | ----- |
| 2021  | Waiting for Rain         | 비와 당신의 이야기 | Rat de bibliothèque |                   | [ 2 ] |
| 2021  | Cabriolet                | 카브리올레         | Young-seok          | Le rôle principal | [ 3 ] |
| 2022  | The Test Takers          | 노량바이러스       | Étudiant 5          | Court métrage     | [ 4 ] |
| 2022  | When I Sleep             | 내가 누워있을 때   | Passager d'avion    |                   | [ 5 ] |
| 2022  | President Jeong Yak-yong | 대통령 정약용      | Jang Hee-cheol      |                   | [ 6 ] |

### À la télévision
| Année     | Titre                          | Titre                 | Rôle             | Ref.   |
| Année     | Anglais                        | coréen                | Rôle             | Ref.   |
| --------- | ------------------------------ | --------------------- | ---------------- | ------ |
| 2017      | The Bride of Habaek            | Année 2017            |                  | [ 7 ]  |
| 2017      | Revolutionary Love             | 변혁의 사랑           | Jang Cheol-min   | [ 7 ]  |
| 2018      | Should We Kiss First?          | 키스 먼저 할까요      | Min Woo-sik      | [ 7 ]  |
| 2018      | 100 Days My Prince             | 백일의 낭군님         | Gwon Hyeok       | [ 8 ]  |
| 2020      | When My Love Blooms            | 화양연화              | Kang Jun Woo     | [ 9 ]  |
| 2021      | Undercover                     | 언더커버              | Jeong Cheol-hoon | [ 10 ] |
| 2022      | Military Prosecutor Doberman   | 군검사 도베르만       | Kang Ha-jun      | [ 11 ] |
| 2022      | Insider                        | 인사이더              | Jang Seon-oh     | [ 12 ] |
| 2022      | Mental Coach Jegal             | 멘탈코치 제갈길       | Allez jeune à    | [ 13 ] |
| 2023      | Poong, the Joseon Psychiatrist | 조선정신과의사유세풍2 | Jeon Kang-il     | ,      |
| 2023      | The Kidnapping Day             | 유괴의 날             | Jayden           | [ 16 ] |
| 2023-2024 | Welcome to Samdal-ri           | 유괴의 날             | Boo Sang-do      | [ 17 ] |

### Webséries
| Année | Titre    | Titre    | Rôle                            | Ref.   |
| Année | Anglais  | coréen   | Rôle                            | Ref.   |
| ----- | -------- | -------- | ------------------------------- | ------ |
| 2024  | Queen Wu | 우씨왕후 | Go Yeon-u / Sansang de Goguryeo | [ 18 ] |

- prévu en 2025 : Newtopia (뉴토피아)

### Au théâtre
| Année | Titre                               | Titre                    | Rôle                 | Ref.   |
| Année | Anglais                             | coréen                   | Rôle                 | Ref.   |
| ----- | ----------------------------------- | ------------------------ | -------------------- | ------ |
| 2014  | B Adult Year                        | B성년                    |                      | [ 20 ] |
| 2015  | Model Students                      | 모범생들                 | Minyoung / Myeongjun | [ 21 ] |
| 2016  | Old Wicked Song                     | 올드위키드송             | Stéphane             | [ 22 ] |
| 2017  | Model Students                      | 모범생들                 | Minyoung / Myeongjun | [ 23 ] |
| 2017  | Save the Earth                      | 지구를 지켜라            | Byeong-gu            | [ 24 ] |
| 2018  | The Miracle of Namiya General Store | 나미야 잡화점의 기적     | Kohei                | [ 25 ] |
| 2019  | Another Country                     | 어나더컨트리             | Debbienish           | [ 26 ] |
| 2019  | R&J                                 | R&J                      | Étudiant 2           | [ 27 ] |
| 2019  | History Boys                        | 히스토리보이즈           | Daykin               | [ 28 ] |
| 2019  | The Legend of Georgia McBride       | 조지아 맥브라이드의 전설 | Casey                | [ 29 ] |
| 2020  | Another Country                     | 어나더컨트리             | Guy Bennett          | [ 30 ] |
| 2021  | R&J                                 | R&J                      | Étudiant 2           | [ 31 ] |

### Musical
| Année     | Titre                          | Titre           | Rôle                    | Ref.   |
| Année     | Anglais                        | coréen          | Rôle                    | Ref.   |
| --------- | ------------------------------ | --------------- | ----------------------- | ------ |
| 2011      | Hwarang                        | 화랑            | Mu-rang-ro              | [ 32 ] |
| 2015      | The Bachelor's Vegetable Store | 총각네 야채가게 | Yoon Min                | [ 33 ] |
| 2015      | Thrill Me                      | 쓰릴 미         | N / A                   | ,      |
| 2016      | Mama Don't Cry                 | 마마 돈 크라이  | Professeur V            | [ 36 ] |
| 2016-2017 | Mary Poppins                   | 블랙메리포핀스  | Hermann                 | [ 37 ] |
| 2017      | History of Fools               | 찌질의 역사     | Seo Min-gi              | [ 38 ] |
| 2018      | The Man Who Had a Dream        | 홀연했던 사나이 | Seungdoli               | [ 39 ] |
| 2018-2019 | The Days                       | 그날들          | Sang-gu                 | [ 40 ] |
| 2020      | Charmy                         | 차미            | Oh Jin-hyuk             | [ 41 ] |
| 2020-2021 | Amadeus                        | 아마데우스      | Wolfgang Amadeus Mozart | [ 42 ] |

## Récompenses et nominations
| Remise des prix  | Année | Catégorie      | Candidat / Travail                   | Résultat   | Ref. |
| ---------------- | ----- | -------------- | ------------------------------------ | ---------- | ---- |
| APAN Star Awards | 2022  | Best New Actor | Procureur militaire Doberman Insider | Nomination | ,    |